# دومنیکو ماتئوچی
دومنیکو ماتئوچی (انگلیسی: Domenico Matteucci; ۱ مارس ۱۸۹۵ – ۱۹ ژوئیهٔ ۱۹۷۶) ورزشکار ورزش تیراندازی اهل ایتالیا بود.
وی در مسابقات کشوری و بین‌المللی در مجموع برندهٔ ۱ مدال برنز شده‌است.